# Somua S-35
Der SOMUA S-35 war ein mittlerer französischer Panzer des Zweiten Weltkriegs.

## Entwicklung
Der S-35 wurde im Zuge der Umrüstung der französischen Kavallerieeinheiten ab 1934 auf Forderung der Truppe nach einem beweglichen mittleren Panzer (Automitrailleuse de Combat) von der SOMUA (Societé d’Outillage Mécanique et d’Usinage d’Artillerie), einer Tochterfirma des bekannten Rüstungskonzerns Schneider, entwickelt.
Der Ausgangspunkt der Entwicklung waren die Panzer D1 und D2: das grundsätzliche Layout wurde übernommen, wenn auch einige Unterschiede in den Details zu finden waren. Die Wanne bestand aus drei Gussteilen: der einteiligen Unterwanne und der zweiteiligen Oberwanne, die in den Motor- und den Kampfraum mit dem aufgesetzten Turm unterteilt war und Haken hatte, damit diese Teile abgehoben werden konnten. Ober- und Unterwanne waren mit großen Bolzen miteinander verschraubt. Die Luken waren ebenfalls aus Gussstahl. Turm und Wanne aus Gussstahl waren erheblich dicker (bis zu 56 mm) und widerstandsfähiger als die damals verbreiteten genieteten Panzerungen, nicht aber als die geschweißten. Wenn ein Pak-Geschoss genau diese Schwachpunkte traf, brach die Verbindung regelmäßig auseinander, was für die Besatzung verheerende Folgen hatte. Zugang zum Fahrzeug hatte die Besatzung über eine Luke auf der rechten Seite. In der Bodenplatte gab es einen Notausstieg. Der Fahrer konnte seine Sichtluke öffnen und hatte je links und rechts noch einen Beobachtungsschlitz.
Das Fahrzeug war ein Turmpanzer mit einem koaxial zur 47-mm-Kanone ausgerichteten 7,5-mm-Maschinengewehr. Der S-35 war dem deutschen Panzerkampfwagen III Ausf. E hinsichtlich Bewaffnung und Panzerung überlegen. Seine 47-mm-Kampfwagenkanone L/34 lag über dem Standard der Zeit und erreichte eine relativ hohe Durchschlagskraft. Der V8-Ottomotor mit großem innenliegenden Treibstofftank ermöglichte eine große Operationsreichweite. 
Der Schwachpunkt des S-35 lag, wie bei den übrigen französischen Panzern, im Ein-Mann-Turm: Der Kommandant musste den Panzer führen und gleichzeitig MG und Kanone bedienen. Das dritte Besatzungsmitglied, der Funker, saß neben dem Fahrer und bediente das Funkgerät, das allerdings nur in den Panzern der Zugführer eingebaut war.

## Produktion
Die Serienfertigung des zunächst AC-3, später S-35 benannten Panzers begann bereits 1936. Insgesamt wurden etwa 430 Stück produziert. SOMUA hätte in den Jahren 1938 und 1939 auch höhere Stückzahlen produzieren können; Frankreich kaufte jedoch nur 100 Fahrzeuge pro Jahr. Der S-35 wurde überwiegend in den „Leichten Mechanisierten Divisionen“ (Divisions Légères Mécaniques) eingesetzt. In den USA wurde ein Nachbau erwogen, der aber wegen der französischen Niederlage im Juni 1940 nicht mehr realisiert werden konnte.

## Technische Daten

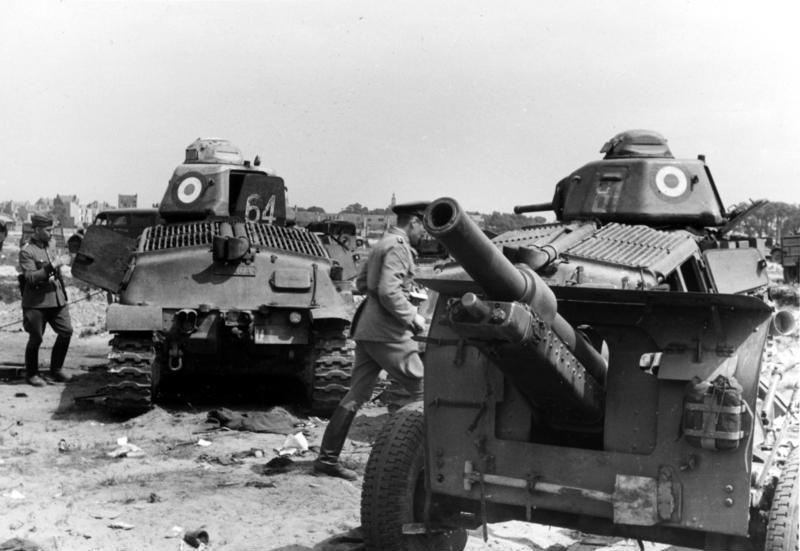
Im Westfeldzug 1940 erbeutete Somua S-35 (links sowie rechts hinter dem Geschütz)

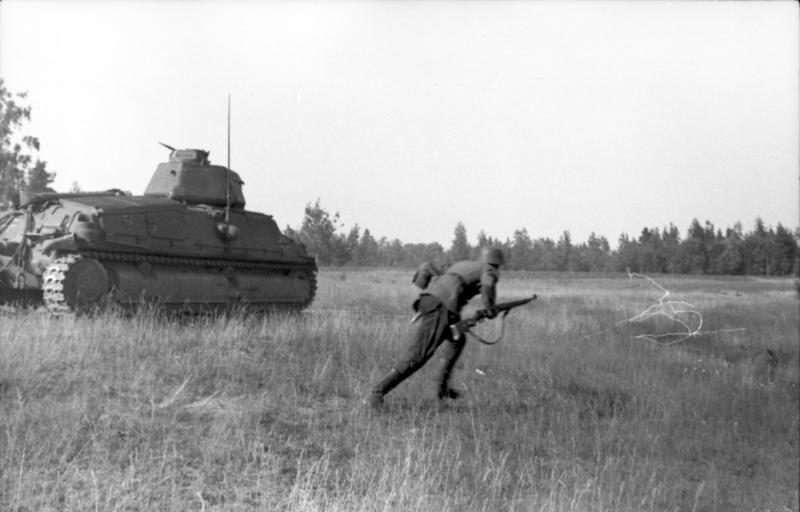
Einsatz eines S-35 im Russlandfeldzug, September 1941

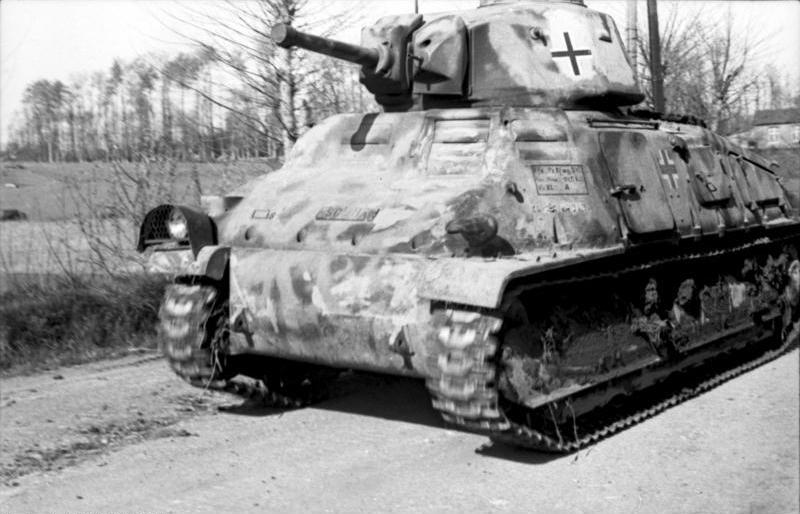
Von der Wehrmacht übernommener Somua S-35

| Somua S-35                   |                                       |
| 0Allgemeine Eigenschaften    |                                       |
| Besatzung                    | drei Soldaten                         |
| Gefechtsgewicht              | 20 t                                  |
| Bodendruck                   | 0,85 kg/cm2                           |
| Länge                        | 5,30 m                                |
| Breite                       | 2,21 m                                |
| Höhe                         | 2,62 m                                |
| Bodenfreiheit                | 42 cm                                 |
| Kettenbreite                 | 36 cm                                 |
| 0Bewaffnung                  |                                       |
| Hauptbewaffnung              | 47-mm-Kanone L/32                     |
| Sekundärbewaffnung           | 1 × MG                                |
| Kampfbeladung HW             | 118 Geschosse                         |
| Kampfbeladung MG             | 1250 Schuss                           |
| 0Fahrleistung                |                                       |
| Motor                        | Somua Achtzylinder-Ottomotor          |
| Kühlung                      | Wasser                                |
| Hubraum                      | 12,7 l                                |
| Bohrung / Hub                | 120/140 mm                            |
| maximale Drehzahl            | 2000/min                              |
| Leistung (KW/PS)             | 140/190                               |
| Motoreffektivität            | 15 PS/l                               |
| Leistungsgewicht             | 9,5 PS/t                              |
| Getriebe                     | Fünf Vorwärtsgänge, ein Rückwärtsgang |
| Höchstgeschwindigkeit Straße | 37 km/h                               |
| Kraftstoffvorrat             | 410 l                                 |
| Reichweite Straße            | 260 km                                |
| Reichweite Gelände           | 128 km                                |
| Lenkung                      | Doppeldifferential                    |
| Laufrollen                   | 12                                    |
| Federung                     | Blattfedern                           |
| Watfähigkeit                 | 100 cm                                |
| 0Panzerung                   |                                       |
| Wannenbug                    | 35 mm                                 |
| Wannenseite                  | 40 mm                                 |
| Wannenheck                   | 35 mm                                 |
| Wannendach                   | 20 mm                                 |
| Wannenboden                  | 20 mm                                 |
| Turmfront                    | 55 mm                                 |
| Turmseite                    | 45 mm                                 |
| Turmheck                     | 45 mm                                 |
| Turmdach                     | 28 mm                                 |

## Einsatz
Nur selten wurde der S-35 konzentriert eingesetzt. Am 12. Mai 1940 griffen jedoch Teile der 3e division légère mécanique (3. leichte mechanisierte Division) unter General de Lafont deutsche Verbände der 3. Panzer-Division an, die zuvor den Bach Gette nahe dem belgischen Dorf Orp-Le-Grand auf einer Pionierbrücke überquert hatten. Die deutschen Panzerregimenter 5 und 6 wurden von mehr als 100 französischen Panzern der Typen H-35 und S-35 der 5e brigade légère mécanique (5. leichte mechanisierte Brigade) teilweise in Nahkämpfe verwickelt, die sich über den ganzen Tag hinzogen, so dass beide Seiten bei Abbruch des Gefechts schwere Verluste erlitten hatten. Die französischen Panzer des Typ Somua S-35 bewährten sich gegenüber den deutschen Panzern, jedoch waren auch ihre Verluste infolge der kurzen Kampfentfernungen hoch. Für ihr in den Kämpfen zwischen dem 10. und 13. Mai 1940 gezeigtes hohes Maß an Einsatzbereitschaft, das sich auch in den schweren Verlusten widerspiegelte, wurde die 5e brigade légère mécanique als Teil der 3e division légère mécanique ausgezeichnet.

## Verbleib
Die während des Frankreichfeldzugs 1940 aufgegebenen insgesamt noch brauchbaren 297 S-35-Beutefahrzeuge wurden unter der Bezeichnung Panzerkampfwagen 35 S 739 (f) von der deutschen Wehrmacht eingesetzt.
1941 wurden 23 Fahrzeuge an das Vichy-Regime zurückgegeben, die zum Aufbau der 12e groupe autonome de chasseurs d’Afrique (12eGACA) in Algerien bestimmt waren.
Die Pz.Kpfw. 35 S 739 (f) erhielten neue Funkgeräte und eine modernisierte Kommandantenkuppel, bei welcher die Originale gekürzt und mit zwei Ausstiegsklappen versehen wurde. Einzelne Exemplare erhielten auch die Kuppeln des Panzer II (Ausführung F) und Panzer III. Erbeutete S-35 wurden ab 1941 in Lappland und 1944 in der Normandie eingesetzt. Auf dem Balkan und an der Ostfront wurde der Beutepanzer zur Partisanenbekämpfung verwendet. Einige Fahrzeuge wurden an Italien und Ungarn weitergegeben.
Am 16. August 1944 wurde in Orléans das französische 13e régiment de dragons neu aufgestellt und mit von der Wehrmacht zurückerbeuteten Somua S-35 und Char B1 ausgerüstet.

## Einsatzverbände
An folgenden Feldzügen und Frontabschnitten wurde der S-35 im Zweiten Weltkrieg eingesetzt:

### Frankreich, 1940
- 18e régiment de dragons
- 29e régiment de dragons
- 1er régiment de cuirassiers
- 2e régiment de cuirassiers
- 4e régiment de cuirassiers
- 7e régiment de cuirassiers

### Marokko 1941
- 12e Régiment de Chasseurs d’Afrique

### Finnland 1941
- Panzer-Abteilung 211 (Wehrmacht)

### Tunesien 1943
- 12e régiment de chasseurs d’Afrique

### Balkan 1944
- Panzer-Abteilung 202 (Wehrmacht)

### Frankreich 1944
- 21. Panzer-Division (Wehrmacht)
- 13e régiment de dragons, 1944–1945